# International Rice Research Institute
Het International Rice Research Institute, kortweg IRRI is een internationale, onafhankelijke onderzoeks- en trainingsorganisatie, die behoort tot de Consultative Group on International Agricultural Research, kortweg CGIAR. IRRI is gevestigd in de gemeente Los Baños ten zuidoosten van de Filipijnse hoofdstad Manilla.

## Rijstonderzoek
Het IRRI is het grootste Aziatische non-profit instituut voor landbouwkundig onderzoek, en het grootste voor rijstonderzoek ter wereld. 
IRRI’s missie is om de armoede en de honger in de wereld te verminderen, te waken over de gezondheid van rijstboeren en rijsteters, en de duurzaamheid van het milieu te verbeteren door wetenschappelijke samenwerking met andere onderzoekscentra.
Het IRRI ontwikkelt nieuwe rijstvariëteiten en nieuwe managementtechnieken die de rijstboeren moeten helpen hun oogst te verbeteren op een milieuvriendelijke manier. Bovendien leidt het instituut onderzoekers uit vele landen op en besteedt het veel energie aan kennisoverdracht. 

## Hoofdkwartier
Het IRRI-hoofdkwartier is gelegen op de campus van de University of the Philippines in Los Baños, Laguna, op ca. 60 km ten zuidoosten van de hoofdstad Manilla. Het hoofdkwartier bevat moderne laboratoria en kassen, een experimentele boerderij, het Riceworld Museum, een uitgeverij, een Training Center en een internationale genenbank, waar meer dan 87.000 rijstvariëteiten worden bewaard bij drie verschillende temperaturen.
Het IRRI heeft naast zijn hoofdkwartier nog kantoren in 14 andere landen in Azië en Afrika.

## Geschiedenis
IRRI werd opgericht op 9 december 1959, met de hulp van de Ford Ford Foundation, de Rockefeller Foundation en de regering van de Filipijnen. De eerste IRRI Board of Trustees kwam samen op 14 april. Deze dag beschouwt men als de officiële stichtingsdag. 

## Financiering
IRRI’s budget bedroeg in 2009 $ 54 miljoen, waarvan meer dan 90% afkomstig was van het CGIAR en liefdadigheid.